# Metopius upembanus
Metopius upembanus là một loài tò vò trong họ Ichneumonidae.